# HMS Tamar (P233)
Pour les autres navires du même nom, voir HMS Tamar.
Le HMS Tamar (pennant number : P233)  est un patrouilleur hauturier de la classe River en service dans la Royal Navy depuis 2020.

## Histoire
En avril 2021, le HMS Tamar est repeint en camouflage Dazzle, en prévision de son déploiement en Asie-Pacifique.
Le 6 mai, à la suite des tensions provoquées par le rassemblement de plusieurs navires de pêche au large de Jersey dans le cadre de protestations sur les permis de pêche, le Royaume-Uni déploie le HMS Tamar et le HMS Severn dans le cadre de « mesures préventives ».